# 瑪麗亞·埃斯特
瑪麗亞·埃斯特（義大利語：Maria d'Este，1644年12月8日—1684年8月20日），帕爾馬公爵夫人，摩德納公爵法蘭西斯科一世的女兒。

## 家庭
1668年，瑪麗亞和帕爾馬公爵拉努喬二世結婚，兩人共有2子2女：
1. 伊莎貝拉（1668年—1718年）
2. 維多利亞（1669年—1671年），夭折
3. 法蘭西斯科（1678年—1727年）
4. 安東尼奧（1679年—1731年）